# Стальнов, Никита Серикович
Ники́та Серикович Стальнов (род. 14 сентября 1991, Целиноград) — казахстанский шоссейный велогонщик, выступающий с 2017 года за команду мирового тура «Astana Pro Team».

## Карьера
До 2014 года носил фамилию своего отца — Умербеков, затем взял фамилию матери — Стальнов.
В велоспорт пришёл в 13 лет. В 2012—2016 годах выступал за континентальную команду Continental Team Astana.
В 2017 году дебютировал в качестве гонщика Мирового тура Astana Pro Team.
Предпочитает горы, темповые гонки, командные гонки, индивидуальную гонку.

## Достижения
2008
- 14-й на чемпионате мира среди юниоров в индивидуальной гонке

2010
- 2-й на Flèche Ardennaise
- 9-й на Vuelta a la Independencia Nacional (Vuelta de República Dominicana) — ГК
  - 1-й на этапе 3

2012
- 3-й на Race Horizon Park
- 4-й на Туре Габона (La Tropicale Amissa Bongo) — ГК
  - 1-й на этапе 2
- 4-й на Ruota d'Oro
- 9-й на Туре Эльзаса — ГК
- 92-й на чемпионате мира до 23 лет в групповой гонке

2013
- 22-й на чемпионате Азии в групповой гонке

2015
- 6-й на Туре Алматы
- 6-й на Туре Болгарии — ГК
- 7-й на East Bohemia Tour — ГК
- 10-й на Туре Чёрного моря — ГК

2016
- 3-й на Туре Турции — ГК
- 3-й на Туре Азербайджана — ГК
- 3-й на Туре Украины — ГК
- 3-й на Чемпионате Казахстана по шоссейному велоспорту в индивидуальной гонке

2017
- 29-й на чемпионате Азии в групповой гонке
- 2-й на Чемпионате Казахстана по шоссейному велоспорту в индивидуальной гонке

2018
- 2-й на Чемпионате Казахстана по шоссейному велоспорту в групповой гонке
- не финишировал на чемпионате мира в групповой гонке

| ГК | Генеральная классификация |

### Гранд-туры
| Гранд-тур       | 2017 | 2018 |
| --------------- | ---- | ---- |
| Джиро д’Италия  | —    | —    |
| Тур де Франс    | —    | —    |
| Вуэльта Испании | 145  | 104  |

| — | Не участвовал |